# Ypthima impunctata
Ypthima impunctata är en fjärilsart som beskrevs av Abel Dufrane 1945. Ypthima impunctata ingår i släktet Ypthima och familjen praktfjärilar. Inga underarter finns listade i Catalogue of Life.